# Jindřichovice pod Smrkem
Jindřichovice pod Smrkem település Csehországban, Libereci járásban. Jindřichovice pod Smrkem Nové Město pod Smrkem, Horní Řasnice és Miłoszów településekkel határos. Lakosainak száma 604 fő (2024. január 1.).

## Népesség
A település lakosságának változását az alábbi diagram mutatja:
| Lakosok száma | 2494 | 2722 | 2357 | 755  | 740  | 605  | 658  | 655  | 631  | 604  |
|               | 1869 | 1890 | 1921 | 1950 | 1980 | 2001 | 2017 | 2019 | 2022 | 2024 |